# Auditorium (pladeselskab)
 For alternative betydninger, se Auditorium (flertydig). (Se også artikler, som begynder med Auditorium)
Auditorium er et dansk pladeselskab startet af musikeren Nikolaj Nørlund. Auditorium har udgivet musik med Lise Westzynthius, Superjeg, Sune Rose Wagner, Niels Skousen, Martin Ryum, Test, Jens Unmack, Ulige Numre, I Got You On Tape, Rhonda Harris, 1 2 3 4, Ulla Henningsen, På Danske Læber og Nikolaj Nørlund selv.
Auditorium er knyttet til det Universal-ejede A:larm Records